# Eberlanzia benedicti
Eberlanzia benedicti är en spindeldjursart som beskrevs av Delle Cave och Alberto M. Simonetta 1971. Eberlanzia benedicti ingår i släktet Eberlanzia och familjen Daesiidae. Inga underarter finns listade i Catalogue of Life.